# マーシャル郡 (ウェストバージニア州)
マーシャル郡（英: Marshall County）は、アメリカ合衆国ウェストバージニア州の北部パンハンドル部に位置する郡である。2010年国勢調査での人口は33,107人であり、2000年の35,519人から6.8%減少した。郡庁所在地はマウンズビル市（人口9,318人）であり、同郡で人口最大の都市でもある。マーシャル郡は1835年にバージニア州議会の法によりオハイオ郡から分離して設立された。1852年のクリスマスイブに、郡内のロスビーズロックでボルチモア・アンド・オハイオ鉄道が開通した。
マーシャル郡はホイーリング市大都市圏に属している。マーシャル郡の南側郡境がメイソン＝ディクソン線に一致している。マウンズビルには北アメリカで最大の円錐型墳墓がある。またハーレクリシュナの町であるニューブリンダバンや、プラブハパダのパレス・オブ・ゴールドもある。

## 地理
アメリカ合衆国国勢調査局に拠れば、郡域全面積は312平方マイル (809 km2)であり、このうち陸地307平方マイル (795 km2)、水域は5平方マイル (12 km2)で水域率は1.66%である。

### 主要高規格道路
- アメリカ国道250号線
- ウェストバージニア州道2号線
- ウェストバージニア州道86号線
- ウェストバージニア州道88号線
- ウェストバージニア州道891号線

### 隣接する郡
- オハイオ郡 - 北
- ワシントン郡 (ペンシルベニア州) - 北東
- グリーン郡 (ペンシルベニア州) - 東
- ウェッツェル郡 - 南
- モンロー郡 (オハイオ州) - 南西
- ベルモント郡 (オハイオ州) - 北西

### 国立保護地域
- オハイオ川諸島国立野生生物保護区（部分）

## 人口動態
以下は2000年国勢調査による人口統計データである。
| 基礎データ - 人口: 35,519人 - 世帯数: 14,207 世帯 - 家族数: 10,101 家族 - 人口密度: 45人/km2（116人/mi2） - 住居数: 15,814軒 - 住居密度: 20軒/km2（52軒/mi2） 人種別人口構成 - 白人: 98.40% - アフリカン・アメリカン: 0.43% - ネイティブ・アメリカン: 0.11% - アジア人: 0.25% - 太平洋諸島系: 0.03% - その他の人種: 0.12% - 混血: 0.67% - ヒスパニック・ラテン系: 0.64% 年齢別人口構成 - 18歳未満: 22.8% - 18-24歳: 7.3% - 25-44歳: 27.1% - 45-64歳: 26.4% - 65歳以上: 16.3% - 年齢の中央値: 40歳 - 性比（女性100人あたり男性の人口） - 総人口: 94.8 - 18歳以上: 91.6 | 世帯と家族（対世帯数） - 18歳未満の子供がいる: 29.5% - 結婚・同居している夫婦: 56.8% - 未婚・離婚・死別女性が世帯主: 10.8% - 非家族世帯: 28.9% - 単身世帯: 25.6% - 65歳以上の老人1人暮らし: 12.9% - 平均構成人数 - 世帯: 2.44人 - 家族: 2.91人 収入と家計 - 収入の中央値 - 世帯: 30,989米ドル - 家族: 39,053米ドル - 性別 - 男性: 31,821米ドル - 女性: 19,053米ドル - 人口1人あたり収入: 16,472米ドル - 貧困線以下 - 対人口: 16.6% - 対家族数: 12.4% - 18歳未満: 24.3% - 65歳以上: 11.3% |

## 都市と町

### 法人化市と町
- マウンズビル - 郡庁所在地
- ベンウッド
- キャメロン
- グレンデール
- マクメチェン
- ホイーリング、大半はオハイオ郡内